# بوب نيلسون (لاعب كرة قاعدة)
بوب نيلسون (بالإنجليزية: Bob Nilsson)‏ هو لاعب كرة قاعدة أسترالي، ولد في 23 فبراير 1960.